# Стратена
Стратена (словац. Stratená) — село в окрузі Рожнява Кошицького краю Словаччини, історична область Гемера. Площа села 35,36 км². Станом на 31 грудня 2016 року в селі проживало 124 жителі.

## Історія
Перші згадки про село датуються 1723 роком.

## Географія
Протікає Білий потік; неподалік розташована Стратенська долина.

## Населення
| Рік:            | 1994. | 2004.    | 2014.   | 2024.   |
| --------------- | ----- | -------- | ------- | ------- |
| Кількість осіб: | 194   | 140      | 128     | 119     |
| Різниця:        |       | -27,83 % | -8,57 % | -7,03 % |

| Рік:            | 2023. | 2024. |
| --------------- | ----- | ----- |
| Кількість осіб: | 119   | 119   |
| Різниця:        |       | +0 %  |